# Rydsholm

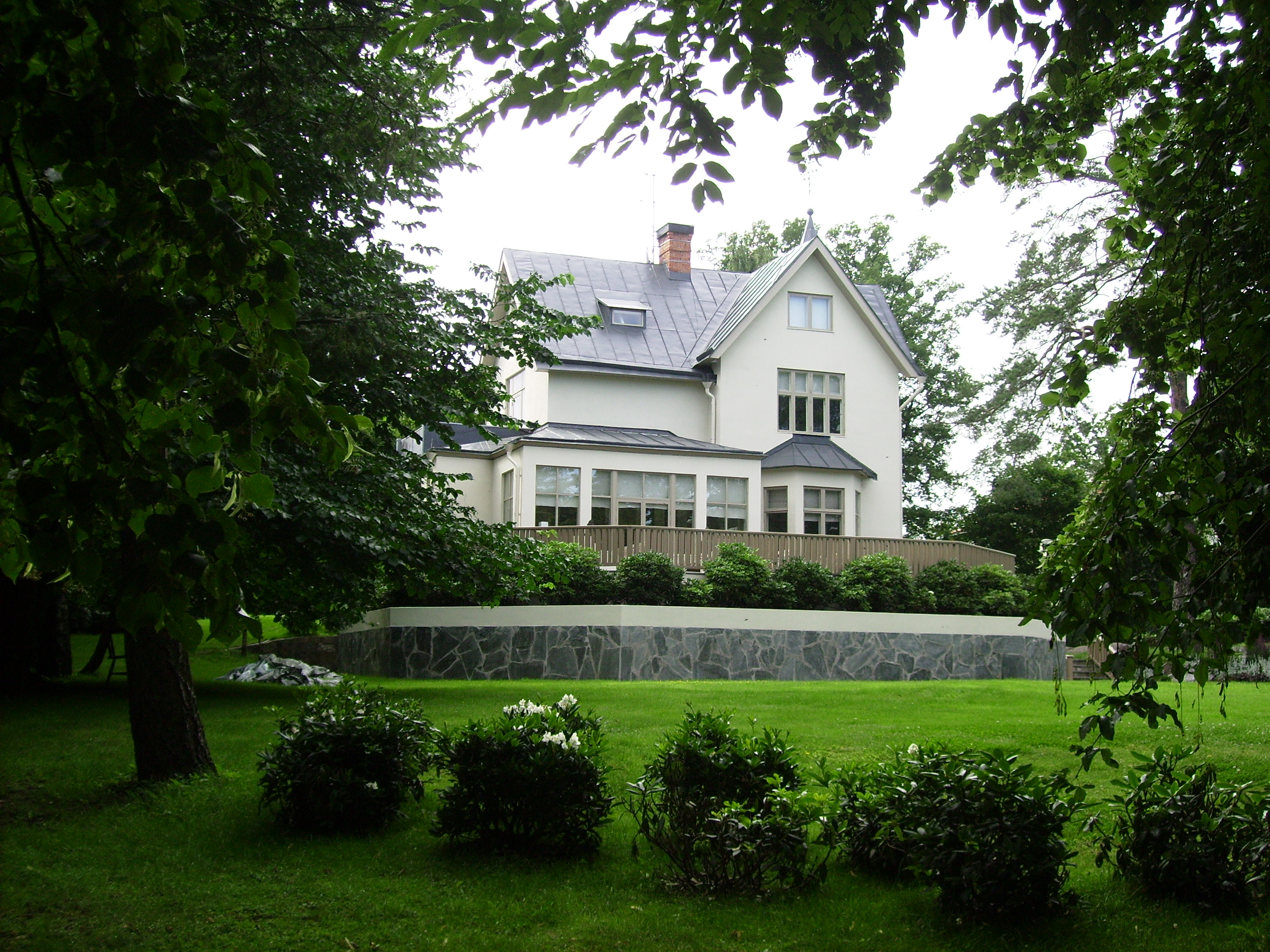
Djursholmsvilla av den typ som avbildas på omslagen till flera av Gustaf-Jansons Rydsholms-romaner.

Rydsholm är en fiktiv villastad utanför Stockholm i vilken flera av författaren Gösta Gustaf-Jansons böcker utspelar sig. Stadens motsvarighet i verkligheten är Djursholm.
Flera av Gustaf-Jansons böcker med handlingen förlagd till Rydsholm utspelar sig några decennier innan böckerna skrevs. Så utspelar sig till exempel Då lasten var en häxa 1923-26, men gavs ut 1969. En senare bok om samma karaktärer från Rydsholm, I sommarns friska vind, gavs ut 1970. Handlingen börjar i Båstad 1930, men en senare del av romanen utspelar sig i Rydsholm.